# Нормальная модальная логика
Нормальная модальная логика — множество формул L, содержащее:
- Все пропозициональные тавтологии;
- {\displaystyle \Box (A\to B)\to (\Box A\to \Box B)};
- {\displaystyle \diamondsuit A=\neg \Box \neg A}.

и замкнутое относительно правил:
- modus ponens: {\displaystyle A\to B,A\in L} следует из правила {\displaystyle B\in L};
- подстановки;
- обобщения: {\displaystyle A\in L} следует из правила {\displaystyle \Box A\in L}.[уточнить]

Наиболее компактную логику, удовлетворяющую указанным условиям, называют K. Большинство широко используемых в настоящее время модальных логик, имеющих значение для философии, например, S4 и S5 — К. И. Льюиса, являются нормальными и, следовательно, являются расширениями K. Однако ряд деонтических и эпистемических логик, например, являются ненормальными, часто потому, что в них отсутствует схема Крипке.
Каждая нормальная модальная логика является регулярной и, следовательно, классической.

## Общие нормальные модальные логики
В следующей таблице перечислены несколько наиболее распространённых нормальных модальных систем. Условные обозначения относятся к таблице семантика Крипке § Общие схемы модальных аксиом. Условия фреймов для некоторых систем были упрощены: логики являются обоснованными и полными, относительно классов фреймов, указанных в таблице, но также могут соответствовать и более обширному классу фреймов.
| Имя        | Аксиомы           | Состояние фрейма                                                                                     |
| ---------- | ----------------- | --- |
| K          | —                 | все фреймы                                                                                           |
| T          | T                 | возвратный                                                                                           |
| K4         | 4                 | переходный                                                                                           |
| S4         | T, 4              | предпорядок                                                                                          |
| S5         | T, 5 или D, B, 4  | отношение эквивалентности                                                                            |
| S4.3       | T, 4, H           | общий предпорядок (total preorder)                                                                   |
| S4.1       | T, 4, М           | предпорядок,{\displaystyle \forall w\,\exists u\,(w\,R\,u\land \forall v\,(u\,R\,v\Rightarrow u=v))} |
| S4.2       | T, 4, G           | направленный предпорядок                                                                             |
| GL, K4W    | GL или 4, GL      | конечный строгий частичный порядок                                                                   |
| Grz, S4Grz | Grz или T, 4, Grz | конечный частичный порядок                                                                           |
| D          | D                 | серийный (serial)                                                                                    |
| D45        | D, 4, 5           | транзитивный, последовательный и евклидовый                                                          |